# Bibliothèque nationale de France
De Bibliothèque nationale de France (BnF) in Parijs is de nationale bibliotheek van Frankrijk en behoort tot de belangrijkste bibliotheken ter wereld. De verzameling omvat meer dan dertien miljoen boekbanden en 350.000 kranten- en tijdschrifttitels. Daarnaast beheert de bibliotheek zo'n twintig miljoen documenten in verschillende bijzondere collecties, waaronder een beroemde verzameling oude handschriften. Een belangrijke publieksfunctie van de bibliotheek is de digitale bibliotheek Gallica, die honderdduizenden documenten via internet toegankelijk maakt.

## Taakstellingen
De Bibliothèque nationale de France is een publieke instelling onder toezicht van het Ministerie van Cultuur. Zij heeft als taak om de verzameling uit te breiden, vooral met alle publicaties die in Frankrijk verschijnen, en om die verzameling te beheren en toegankelijk te maken voor het publiek. Verder is het de taak van de bibliotheek om wetenschappelijke catalogi uit te geven, samen te werken met nationale en internationale instellingen en deel te nemen aan onderzoeksprogramma's.

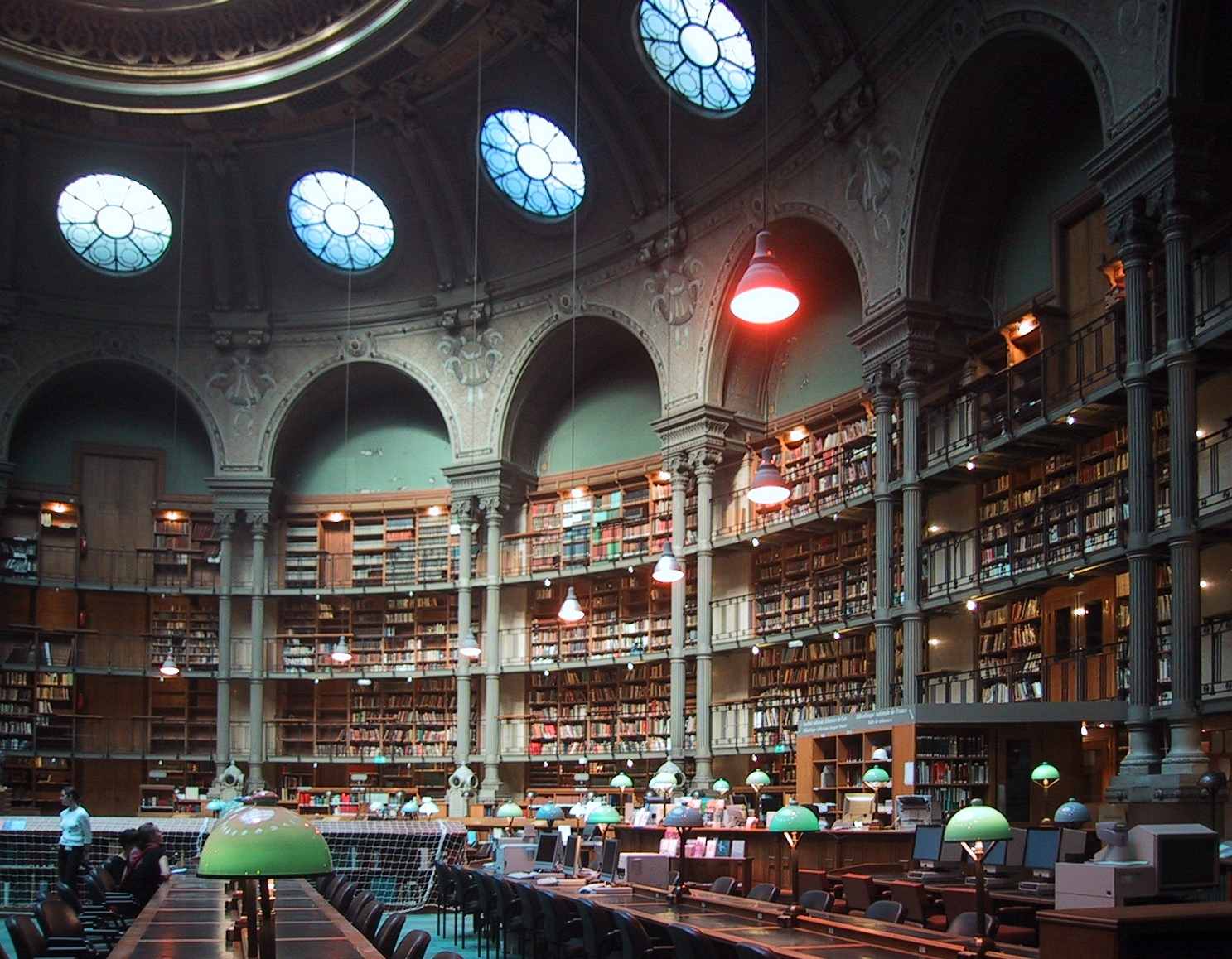
Bibliothèque nationale de France, site Richelieu

## Geschiedenis
De Bibliothèque nationale de France vindt haar oorsprong in de privécollectie van koning Karel V, opgericht in 1368 in het Louvre. Maar van een echte vaste bibliotheek was pas sprake onder Lodewijk XI in de vijftiende eeuw. De bibliotheek verhuisde mee naar de koninklijke residenties in achtereenvolgens Amboise, Blois en Fontainebleau.
Frans I gaf een nieuwe impuls aan de verzameling, die hij onder toezicht stelde van de humanist Guillaume Budé. Een belangrijk jaar voor de bibliotheek was 1537, toen Frans I het dépôt légal instelde, dat Franse uitgevers verplichtte een exemplaar van al hun drukwerk aan de bibliotheek af te staan. Dit systeem is later in andere landen nagevolgd en ligt aan de basis van elke nationale bibliotheek.
Onder Lodewijk XIV werd de bibliotheek sterk uitgebreid en in 1720 werd ze voor het publiek geopend. Een jaar later begon de verhuizing van de bibliotheek naar een aantal panden aan de Rue Richelieu, waar zij thans nog gedeeltelijk gevestigd is. Tijdens de Franse Revolutie werd de bibliotheek verrijkt met in beslag genomen verzamelingen van kerkelijke instellingen, edellieden en later van de Koninklijke Bibliotheek. In de tijd van de Napoleons stond ze ook wel bekend als Bibliothèque Imperiale.
In 1868 werden de gebouwen aan de Rue Richelieu sterk uitgebreid, onder andere met de beroemde grote leeszaal, een technisch hoogstandje vanwege de revolutionaire toepassing van gietijzer. Dit was het werk van de architect Henri Labrouste. In de twintigste eeuw barstte het complex aan de Rue Richelieu langzamerhand uit zijn voegen. Allerlei noodoplossingen werden bedacht totdat in 1996 eindelijk een enorm nieuw gebouw aan de Quai François-Mauriac in het dertiende arrondissement geopend werd, de huidige Site François-Mitterrand, ook wel de Très Grande Bibliothèque genoemd.

## Site François Mitterrand

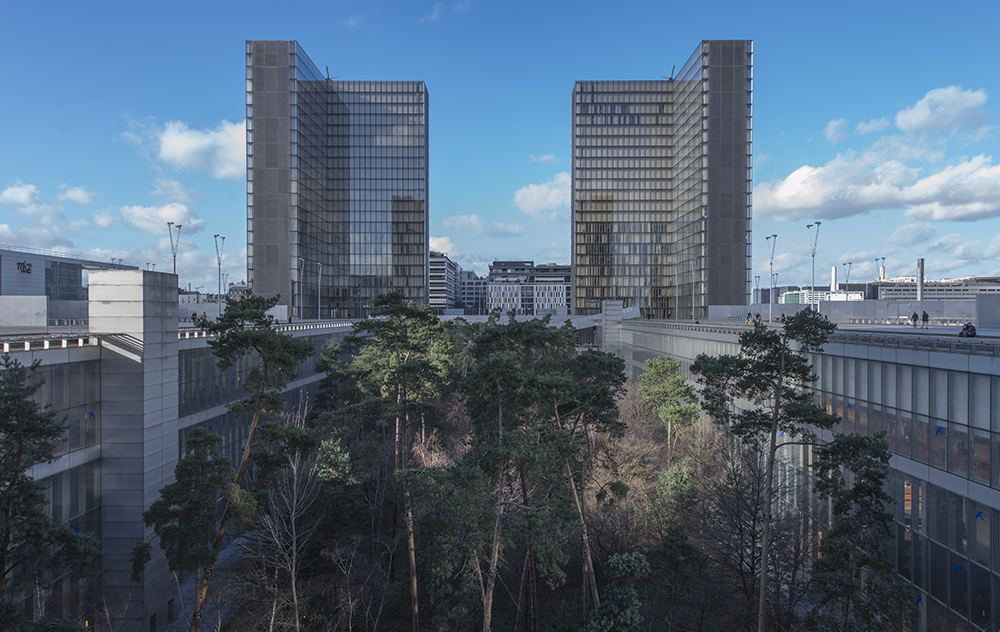
Site François Mitterrand

Onder François Mitterrand werden plannen gemaakt voor een nieuw gebouw. De nieuwbouw zou een Grand Oeuvre worden in alle betekenissen van het woord. Mitterrand kondigde het plan aan in 1988, tijdens Quatorze Juillet. Het betrof "de bouw en de inrichting van een van de grootste en de modernste bibliotheken van de wereld, die alle gebieden van de wetenschap zal beslaan, voor iedereen toegankelijk zal zijn, die de modernste technologie op het gebied van gegevensoverdracht zal gebruiken, op afstand te raadplegen zal zijn en zal samenwerken met andere bibliotheken in Europa."
In juli 1989 kreeg de architect Dominique Perrault de opdracht een ontwerp te maken voor de nieuwbouw. Perrault ontwierp een rechthoek van ongeveer 60.000 m², waarvan de hoeken worden gevormd door vier L-vormige torengebouwen, met een park van circa 12.000 m² in het midden. Het ontwerp van de torens moest een opengeslagen boek uitbeelden. De torens zijn genoemd naar het deel van de collectie dat erin is opgeslagen:
- Tour des temps (Toren van de tijd)
- Tour des lois (Toren van de wetten)
- Tour des nombres (Toren van de getallen)
- Tour des lettres (Toren van de letters)

Tijdens de bouw traden vertragingen op. Ook rees de vraag of de glazen torens wel geschikt waren om als bibliotheek te dienen - de ramen moeten bijvoorbeeld op sommige plekken afgedekt worden om de boeken tegen zonlicht te beschermen. De klimaatbeheersing was problematisch en kostbaar. Daarom was de nieuwbouw lange tijd omstreden. Uiteindelijk werd het complex op 20 december 1996 geopend, ruim elf maanden na het overlijden van Mitterrand op 8 januari 1996. In 1996 won het gebouw de prestigieuze European Union Prize for Contemporary Architecture (Mies van der Rohe-Preis).
Op de Site François Mitterrand wordt het grootste gedeelte van de bibliotheekverzameling bewaard: ongeveer tien miljoen boeken, 350.000 kranten- en tijdschrifttitels, ongeveer één miljoen microfiches en evenzoveel geluidsopnames.

## Site Richelieu

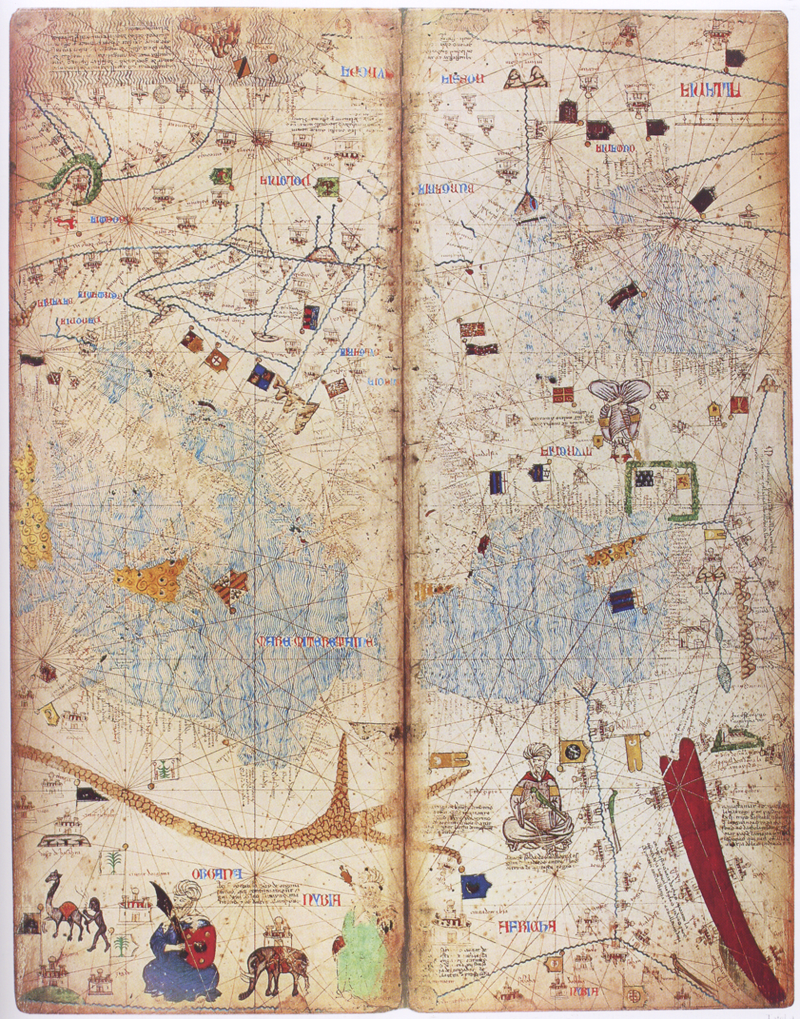
De Catalaanse Wereldatlas, die zich in de bibliotheekcollectie bevindt

Een zeer belangrijk gedeelte van de bibliotheek wordt nog op de oude locatie in de Rue Richelieu bewaard. Hier zijn, naast 2,7 miljoen boekbanden, de volgende bijzondere collecties gevestigd:
- Westerse handschriften. Een beroemde verzameling middeleeuwse verluchte handschriften in het Latijn, Grieks, Frans en andere talen, maar ook bijvoorbeeld brieven van schrijvers tot in de twintigste eeuw.
- Oosterse handschriften. Documenten in vele oosterse talen en op verschillende dragers, zoals papier, papyrus, leer en hout.
- Kaarten en plattegronden. Zo'n 800.000 plattegronden, 10.000 atlassen, maar bijvoorbeeld ook wereldbollen en maquettes. Beroemd zijn de wandkaarten van Gerardus Mercator.
- Prenten en foto's. Ongeveer zes miljoen prenten, vier miljoen foto's, een miljoen affiches en honderdduizend tekeningen.

- Munten, medailles en antieke voorwerpen. Meer dan een half miljoen munten en medailles, en daarnaast kostbaarheden uit de Oudheid, zoals cameeën, ivoorsnijwerkjes en vazen.
- Muziek. Twee miljoen documenten waaronder de handschriften van bijvoorbeeld Don Giovanni van Mozart, Carmen van Bizet, de Symphonie fantastique en Les Troyens van Berlioz en de Bolero van Ravel. De meeste waardevolle documenten zijn afkomstig uit de bibliotheek van het Conservatoire.
- Podiumkunsten. Zo'n drie miljoen documenten over het theater in de breedste zin, van handschriften tot kostuums.

## Andere afdelingen
Andere afdelingen van de Bibliothèque national de France zijn de Bibliothèque-musée de l'Opéra met een onschatbare verzameling operapartituren, gevestigd in het Palais Garnier, de Bibliothèque de l'Arsenal met één miljoen banden gespecialiseerd in literatuur, gevestigd in een gebouw in het 4e arrondissement en La Maison Jean-Vilar in Avignon, een bibliotheek over het theaterwezen.